# Hiszpański pies dowodny
Hiszpański pies dowodny, popularnie zwany też hiszpańskim psem wodnym – jedna z ras psów należąca do grupy VIII (psów aportujące, płochacze, psy wodne) sekcji 3 (psy wodne). Nie podlega próbom pracy.
Rasę tę spotyka się na wybrzeżach Europy, ale głównie w Andaluzji. Wraz z osadnikami dostały się na wschodnie wybrzeże Ameryki.

## Przydatność
Pies stróżujący i do polowań, z entuzjazmem pływa i aportuje z wody wszystko. Coraz częściej przedstawicieli tej rasy przeznacza się do towarzystwa (psy rodzinne).

## Charakter
Jest to rasa inteligentna i wszechstronna, czujna, ale zarazem przyjacielska. Nadaje się na psa rodzinnego, jest bowiem łagodny i wierny, do obcych odnosi się z dystansem. Hiszpański pies wodny jest jak większość spanieli wesoły, miły i towarzyski.

## Szata
Ma kudłatą sierść, którą należy od czasu do czasu strzyc lub wyskubywać. Dopuszczalnymi umaszczeniami u tej rasy są jednobarwne: białe, czarne lub brązowe i dwubarwne: biało-czarne i biało-brązowe.